# Linford Christie
Linford Cristie (Saint Andrew, 2 de Abril de 1960) é um ex-atleta britânico, especialista em provas de velocidade, que se sagrou campeão olímpico, campeão mundial, campeão europeu e campeão da Commonwealth na prova de 100 metros. Foi também o primeiro atleta europeu a quebrar a barreira dos 10 segundos nessa mesma prova.

## Carreira desportiva
Christie nasceu na Jamaica, mas mudou-se para Londres para se juntar aos seus pais que, anos antes, haviam emigrado para a Inglaterra. Estudou num colégio em Fulham e enveredou pelo estudo da Educação Física. Apesar disso, o seu interesse pelo atletismo só se manifestou aos dezanove anos.
É provável que nenhum outro atleta, de alto nível internacional, tenha demorado tanto tempo a atingir marcas que lhe permitiram figurar nos lugares de topo das listas mundiais durante vários anos. De facto, foi só em 1986, aos vinte e seis anos de idade, que Christie realizou a sua primeira marca de grande nível, ao fazer 10'04 s nos 100 metros. Daí para a frente, iniciou uma senda de vitórias nas mais importantes competições internacionais, tornando-se num dos velocistas de maior sucesso do final do século XX.

## Títulos individuais
- Campeão olímpico de 100 metros em 1992
- Campeão mundial de 100 metros em 1993
- Campeão europeu de 100 metros em 1986, 1990 e 1994
- Campeão europeu indoor de 60 metros em 1988 e 1990
- Campeão da Commonwealth de 100 metros em 1990 e 1994

## Recordes pessoais
Outdoor
| Prova      | Tempo   | Data                   | Local     |
| ---------- | ------- | ---------------------- | --------- |
| 100 metros | 09,87 s | 15 de agosto de 1993   | Estugarda |
| 150 metros | 14,97 s | 4 de setembro de 1994  | Sheffield |
| 200 metros | 20,09 s | 28 de setembro de 1988 | Seul      |

Indoor
| Prova      | Tempo   | Data                    | Local  |
| ---------- | ------- | ----------------------- | ------ |
| 60 metros  | 6,47 s  | 19 de fevereiro de 1995 | Liévin |
| 200 metros | 20,25 s | 19 de fevereiro de 1995 | Liévin |